# Campo Grande
Campo Grande [ˈkɐ̃pu ˈɡɾɐ̃dʒi]IPA je město v Brazílii, hlavní město státu Mato Grosso do Sul. Status hlavního města získalo Campo Grande v roce 1977, kdy došlo k rozdělení původního státu Mato Grosso a Campo Grande se stalo střediskem nového státu Mato Grosso do Sul. Podle údajů z roku 2006 zde žije více než 765 000 obyvatel, přičemž výrazný populační růst zažilo město především v období od roku 1970. Ve městě se nachází mezinárodní letiště, které spojuje Campo Grande s ostatními významnými brazilskými městy a s některými zahraničními metropolemi. Město je rovněž sídlem univerzity.

## Partnerská města
- Gelsenkirchen, Německo
- Hamamatsu, Japonsko
- Pedro Juan Caballero, Paraguay
- Ponta Porã, Brazílie
- Rosario, Argentina
- Saint Paul, USA
- Šrínagar, Indie
- Turín, Itálie
- Čeng-čou, Čína
- Zlín, Česko